# Blel Kadri
Blel Kadri (Bordeaux, 3 september 1986) is een voormalig Frans wielrenner die zijn hele professionele carrière reed voor AG2R La Mondiale, de ploeg waarin hij in 2008 al stage liep. In de Ronde van Frankrijk 2014 behaalde hij zijn grootste overwinning tot dan toe door de achtste etappe te winnen. Hij veroverde daarmee ook de leiding in het bergklassement. Een jaar eerder droeg Kadri de bolletjestrui ook al, toen voor één dag. Kadri was gedurende zijn carrière een van de weinige moslims in het profpeloton.

## Overwinningen
2008
2e etappe Ronde van de Isard
4e etappe Kreiz Breizh Elites
Eindklassement Kreiz Breizh Elites
2010
2e etappe deel A Route du Sud
2013
Roma Maxima
2014
8e etappe Ronde van Frankrijk

## Resultaten in voornaamste wedstrijden
| Jaar | Ronde van Italië | Ronde van Frankrijk | Ronde van Spanje |
| ---- | ---------------- | ------------------- | ---------------- |
| 2010 |                  |                     | 82e              |
| 2011 |                  | 116e                |                  |
| 2012 |                  | 89e                 | 169e             |
| 2013 |                  | 125e                |                  |
| 2014 |                  | 84e (1)             |                  |
| 2015 |                  |                     | 150e             |
| 2016 | 147e             |                     |                  |

| Jaar | Milaan-San Remo | Amstel Gold Race | Luik-Bast.‑Luik | Parijs-Tours | Waalse Pijl |  | WK op de weg |  | Wereldranglijsten |
| ---- | --------------- | ---------------- | --------------- | ------------ | ----------- |  | ------------ |  | ----------------- |
| 2010 | 110e            | 66e              | opgave          | 101e         | 115e        |  |              |  | 260e (UWK)        |
| 2011 | 118e            | 32e              | 39e             |              | 71e         |  | opgave       |  | 115e (UWT)        |
| 2012 |                 |                  |                 | opgave       |             |  |              |  |                   |
| 2013 |                 | opgave           | 85e             |              | 121e        |  |              |  |                   |
| 2014 |                 |                  |                 |              |             |  |              |  | 112e (UWT)        |
| 2015 |                 |                  |                 | opgave       |             |  |              |  |                   |
| 2016 |                 |                  |                 |              |             |  |              |  |                   |

Kadri droeg zowel in 2013 als 2014 een etappe de bolletjestrui in de Ronde van Frankrijk.

## Ploegen
- 2008 –  AG2R La Mondiale (stagiair vanaf 1-8)
- 2009 –  AG2R La Mondiale
- 2010 –  AG2R La Mondiale
- 2011 –  AG2R La Mondiale
- 2012 –  AG2R La Mondiale
- 2013 –  AG2R La Mondiale
- 2014 –  AG2R La Mondiale
- 2015 –  AG2R La Mondiale
- 2016 –  AG2R La Mondiale